# SAI Ambrosini 403
Il SAI Ambrosini 403 "Dardo" fu un aereo da caccia di costruzione lignea, monoplano ad ala bassa con carrello completamente retrattile, sviluppato dalla Società Aeronautica Italiana Ambrosini nei primi anni quaranta e rimasto allo stato di prototipo.

## Storia del progetto

Il SAI 207. Montando lo stesso motore, la parte anteriore della fusoliera era molto simile a quella del SAI 403.

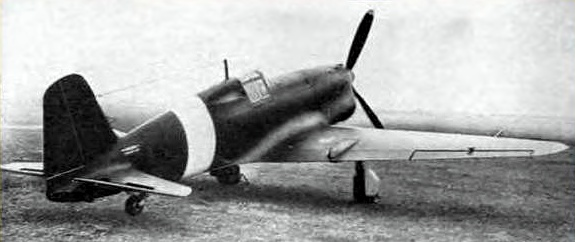
Vista coda

Il SAI 403 nacque per cercare di ovviare ai difetti manifestati dal precedente SAI Ambrosini 207, che vantava una buona velocità, dovuta alla finezza aerodinamica, ma scarsa manovrabilità a causa dell'ala di superficie ridotta, come anche un'insufficiente velocità di salita.
Il progetto precedente venne quindi profondamente rivisto, con una diversa parte posteriore della fusoliera, dotata di un nuovo impennaggio e di ruotino retrattile, a differenza del predecessore. L'ala era invece completamente nuova, e il suo progetto, a differenza dei SAI precedenti, non era stavolta dovuto all'ing. Sergio Stefanutti. La sua struttura era stata anch'essa modificata, passando dal legno pieno a materiale stratificato. L'ala inoltre incorporava anche due cannoncini MG 151/20 calibro 20 mm, ognuno con 200 colpi a disposizione, già testati in un singolo esemplare di SAI 207.
Il prototipo sarebbe stato completato all'inizio del 1943, per poi essere portato in volo subito dopo. Constatato che le caratteristiche di volo apparivano migliori di quelle del SAI 207, l'ordine per 2 000 esemplari del modello precedente fu sostituito con uno per ben 3 000 esemplari di SAI 403, da costruirsi, oltre che dalla stessa SAI Ambrosini, anche da parte della Savoia-Marchetti e della Caproni.
Ad interessare i vertici militari era soprattutto il basso costo d'acquisto (oltre cinque volte inferiore a quello di un Macchi M.C.202, all'epoca il caccia più diffuso usato dalla Regia Aeronautica) e le sole 6 000 ore di lavoro necessarie per il completamento di un esemplare. Con questi presupposti, l'aereo suscitò interesse nelle altre potenze dell'Asse, per cui la licenza di costruzione fu acquistata per la Germania dalla Heinkel e per il Giappone dalla Mitsubishi.
Non ci fu comunque il tempo per allestire la produzione prima dell'armistizio, quindi il prototipo rimase l'unico esemplare prodotto. Al proposito, le fonti danno per certa la sua distruzione prima dell'armistizio, mentre eseguiva una prova di affondata in cui le ali, di costruzione meno robusta rispetto ai precedenti caccia di Stefanutti, cedettero e si staccarono, con la morte del pilota collaudatore Colombo per il mancato funzionamento del paracadute, portando anche questo luttuoso evento come causa del ritardo della produzione e della definitiva cessazione dell'interesse per il velivolo da parte delle aziende estere. Questo però contrasta con una delle sole due immagini conosciute dell'aereo, quella in cui sono visibili le insegne della Luftwaffe, per cui fu scattata dopo l'occupazione tedesca e quindi dopo l'armistizio; parrebbe quindi che la foto priva delle insegne tedesche non sia che un ritocco dell'unica foto originale del prototipo, a meno che non si tratti di un secondo esemplare.
Dopo la fine della guerra, uno stock di legno lavorato accantonato per la costruzione dei SAI 403, ed ovviamente inutilizzato, fu acquistato da Adriano Mantelli che lo utilizzò per la costruzione dei suoi primi motoalianti.

## Utilizzatori
Italia
- Regia Aeronautica

 Germania
- Luftwaffe (presunto)